# 片桐丈晴
片桐 丈晴（かたぎり たけはる、1978年 4月5日‐）は、日本のラカン派の詩人、作家。

## 経歴
富山県射水郡小杉町（現：射水市）生まれ、埼玉県所沢市出身。国籍日本。本籍新潟県上越市、埼玉県日高市育ち。
1997年3月、狭山ヶ丘学園狭山ヶ丘高等学校卒業。

## 作品
- 精神障害を乗り越えて：詩集 ISBN 4434085808
- 精神障害と文字の対話 第1集 ISBN 9784434116414
- 精神障害と文字の対話 第2集 ISBN 9784434145551
- 精神障害を乗り越えて 詩集 ISBN 9784755904035
- 精神障害を乗り越えて 詩集 ISBN 9784990654917
- 精神障害と文字の対話 ISBN 9784990654900
- 精神障害と文字の対話 ISBN 9784990654931
- 僕が出てくる黄色いノート 詩集 ISBN 9784990654924
- 僕が出てくる黄色いノート 詩集 ISBN 9784990654948
- 言霊 ISBN 9784990654955
- サヤカさん ISBN 9784990654962
- トカゲ ISBN 9784990654979
- 主体 ISBN 9784990654986
- 神話 ISBN 9784990654993
- 人形の聲
- 夏狐 ISBN 9784990959609
- 透明な影法師 ISBN 9784990959616
- 手紙 ISBN 9784990959623
- 眼差し ISBN 9784990959630
- 不在 ISBN 9784990959647
- 鏡文字 ISBN 9784990959654
- 鏡文字 ISBN 9784990959661
- 記憶 ISBN 9784990959678
- 写像 ISBN 9784990959685
- 白日夢 ISBN 9784990959692